# أبرشية بعلبك للروم الملكيين الكاثوليك
أبرشية الروم الملكيين الكاثوليك في يعلبك هي أبرشية للكنيسة الكاثوليكية التي تخضع مباشرة لبطريركية أنطاكية الملكيين، يحكمها حاليا رئيس الأساقفة إلياس رحال.

## الإقليم والإحصاءات
تشمل الأبرشية الجزء الشمالي من سهل البقاع في لبنان، وتعتبر بعلبك مقعدها الأثري، حيث توجد كاتدرائية سانت باربرا في عام 2012 كان هناك 20.000 تعميد وتنقسم أراضيها إلى سبع أبرشيات.

## التاريخ
عُرفت بعلبك في القرن الرابع باسم هليوبوليس فينيسيا وهي مقعد قديم، وكان لها حضور من الأساقفة الكاثوليك منذ عام 1701 عندما أرسل أسقفها مهنة الإيمان الكاثوليكي إلى البابا في روما. ولا تزال هذه المهنة محفوظة في محفوظات جماعة تبشير الشعوب، وقد كانت بعلبك أحد أبراج الروم الملكيين الكاثوليك بدمشق حتى استقلالها عام 1849.
بنيت الكاتدرائية مع قصر الأسقف خلال الأسقفية للجرمانوس؛ وتم تكريس الكنيسة من قبل إبارك أغابيتوس معلوف في عام 1897، وكان الأسقف جرمانوس معقد مؤسس جمعية المبشرين في سانت بول.
في 18 نوفمبر 1964 تم رفع هذه الأبرشية إلى رتبة أبرشية.
في عام 1997 تم الاحتفال بالذكرى المئوية لتفاني الكاتدرائية والذكرى المئوية التاسعة عشرة لوصول أول أسقف بعلبك / مصر الجديدة

## الأبارش والأرشيفات
- باسيل بيطار 1754-1761
- فيليبس قصير 1761-1777
- بندكتوس تركماني 1785-1808
- اكليمنضوس مطران 1810-1827
- أثناسيوس عبيد 1827-1850
- ملاثيوس فندي 1851-1869(الأبرشية أصبحت مستقلة)
- باسيليوس نصر 1869-1885
- جرمانوس معقد 1886-1894[1]
- أغابيوس معلوف 1896-1922 (سابقًا مدبرًا بطريركيًا 1894-1896)
- ملاثيوس أبو عسلي 1922-1937
- جوزيف معلوف 1937-1968 (رئيس أساقفة منذ 18 تشرين الثاني 1964)
- إلياس الزغبي 1968-1988
- كيرلس بسترس 1988-2004
- إلياس رحال (منذ 28 يونيو 2004)

## روابط خارجية
- http://www.catholic-hierarchy.org/diocese/dbaal.html
- http://www.gcatholic.org/dioceses/diocese/baal0.htm
- http://www.pgc-lb.org/fre/melkite_greek_catholic_church/Archeparchy-of-Baalbeck
- http://booksnow2.scholarsportal.info/ebooks/oca2/4/dictionnairedhis06bauduoft/dictionnairedhis06bauduoft.pdf